# Willem I van Boulogne
Willem I van Boulogne (1137 - Toulouse, 1159) was een zoon van koning Stefanus van Engeland en Mathilde van Boulogne. Hij was graaf van Boulogne van 1153 tot 1159, in opvolging van zijn kinderloos gestorven broer Eustaas.
Hij was gehuwd met Isabella van Warennes, dochter van graaf Willem III, kleindochter van Willem II van Warenne, maar ook dit huwelijk bleef kinderloos. Willem was via zijn huwelijk ook graaf van Surrey-Warennes. Zijn zus Maria van Boulogne erfde het graafschap.

## Voorouders
| Overgrootouders                   | Theobald III van Blois (10120-1089) ∞ Garsende van Maine (-)             | Theobald III van Blois (10120-1089) ∞ Garsende van Maine (-)             | Willem de Veroveraar (±1028–1087) ∞ 1051 Mathilde van Vlaanderen (1031-1083) | Willem de Veroveraar (±1028–1087) ∞ 1051 Mathilde van Vlaanderen (1031-1083) | Eustaas II van Boulogne (1020-1088) ∞ Ida van Verdun (1040-1113)        | Eustaas II van Boulogne (1020-1088) ∞ Ida van Verdun (1040-1113)        | Malcolm III van Schotland (1031-1093) ∞ Margaretha van Schotland (1045-1093) | Malcolm III van Schotland (1031-1093) ∞ Margaretha van Schotland (1045-1093) | Malcolm III van Schotland (1031-1093) ∞ Margaretha van Schotland (1045-1093) | Malcolm III van Schotland (1031-1093) ∞ Margaretha van Schotland (1045-1093) |
| Grootouders                       | Stefanus II van Blois (±1045–1102) ∞ 1080 Adela van Engeland (1062-1137) | Stefanus II van Blois (±1045–1102) ∞ 1080 Adela van Engeland (1062-1137) | Stefanus II van Blois (±1045–1102) ∞ 1080 Adela van Engeland (1062-1137)     | Stefanus II van Blois (±1045–1102) ∞ 1080 Adela van Engeland (1062-1137)     | Eustaas III van Boulogne (±1058–1025) ∞ Maria van Schotland (1031-1083) | Eustaas III van Boulogne (±1058–1025) ∞ Maria van Schotland (1031-1083) | Eustaas III van Boulogne (±1058–1025) ∞ Maria van Schotland (1031-1083)      | Eustaas III van Boulogne (±1058–1025) ∞ Maria van Schotland (1031-1083)      |                                                                              |                                                                              |
| Ouders                            | Stefanus van Engeland (1096-1154) ∞ Mathilde van Boulogne (1105-1151)    | Stefanus van Engeland (1096-1154) ∞ Mathilde van Boulogne (1105-1151)    | Stefanus van Engeland (1096-1154) ∞ Mathilde van Boulogne (1105-1151)        | Stefanus van Engeland (1096-1154) ∞ Mathilde van Boulogne (1105-1151)        | Stefanus van Engeland (1096-1154) ∞ Mathilde van Boulogne (1105-1151)   | Stefanus van Engeland (1096-1154) ∞ Mathilde van Boulogne (1105-1151)   | Stefanus van Engeland (1096-1154) ∞ Mathilde van Boulogne (1105-1151)        | Stefanus van Engeland (1096-1154) ∞ Mathilde van Boulogne (1105-1151)        |                                                                              |                                                                              |
| Willem I van Boulogne (1137-1159) |                                                                          |                                                                          |                                                                              |                                                                              |                                                                         |                                                                         |                                                                              |                                                                              |                                                                              |                                                                              |